# Delay 1968
Delay 1968 è una raccolta del gruppo musicale tedesco Can, pubblicata nel 1981 ma composta da brani registrati nel 1968, quando la band era ancora nelle prime fasi della sua carriera.
Holger Czukay ha dichiarato che Delay 1968 era originariamente destinato ad essere il primo album della band, Prepared to Meet Thy PNOOM. Quando capirono che nessuna casa discografica avrebbe pubblicato il disco, i Can decisero di creare un album leggermente più accessibile, album che divenne il loro debutto del 1969, Monster Movie. Brani di Delay 1968 hanno circolato in forma pirata per diversi anni con il titolo Unopened, e comprendono altre tracce registrate durante le stesse sessioni che sarebbero poi emerse in varie forme su altri album.

## Tracce
1. Butterfly – 8:20
2. Pnoom – 0:26
3. Nineteen Century Man – 4:26
4. The Thief – 5:03
5. Man Named Joe – 3:54
6. Uphill – 6:41
7. Little Star of Bethlehem – 7:09

## Formazione
- Holger Czukay – basso
- Michael Karoli – chitarra
- Jaki Liebezeit – batteria, percussioni, sassofono
- Irmin Schmidt – tastiera
- Malcolm Mooney – voce